# The Mosaic Law
The Mosaic Law est un film muet américain réalisé par Thomas H. Ince et sorti en 1913.

## Synopsis
Inconnu.

## Fiche technique
- Réalisation : Thomas H. Ince
- Date de sortie : États-Unis : 24 janvier 1913

## Distribution
- Robert Edeson
- Ann Little
- Ethel Grandin
- Charles K. French
- Jack Conway
- Hazel Buckham